# سیارک ۴۷۲۸
سیارک ۴۷۲۸ (به انگلیسی: 4728 Lyapidevskij، نامگذاری:1979VG) چهار هزار و هفتصد و بیست و هشتمین سیارک کشف شده‌است که در ۱۱ نوامبر ۱۹۷۹ کشف شد.
قدر مطلق سیارک برابر ۱۳٫۷۰ است.